# Palácio Soestdijk
O Palácio Soestdijk (em neerlandês Paleis Soestdijk) é um dos quatro palácios oficiais da família real dos Países Baixos. Consiste em um bloco central e duas alas.

## História
Embora seja nomeado a partir do vilarejo de Soestdijk, localizado em grande parte no município de Soest, o palácio está situado logo ao norte da fronteira com o município de Baarn, na província de Utrecht. Foi residência da rainha Juliana dos Países Baixos por cerca de seis décadas. Ela e seu marido, o príncipe Bernardo de Lippe-Biesterfeld, viveram aqui até a morte de ambos, em 2004.
O palácio foi originalmente construído como uma cabana de caça, 1638 para o regente da Amesterdã Cornelis de Graeff, e entre 1674 e 1678, para o príncipe Guilherme de Orange, que era também stadtholder dos Países Baixos. O arquiteto, Maurits Post, também foi o responsável pelo projeto de dois outros palácios reais, o Huis ten Bosch e o Palácio Noordeinde. Guilherme deixou seu país em 1688, ao mudar-se para Londres para viver como Guilherme III da Inglaterra, em virtude de seu casamento com Maria II.

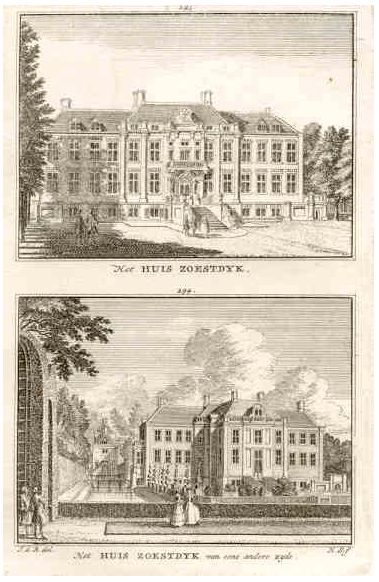
O palácio em 1750.

Durante a invasão francesa em 1795, o palácio foi apoderado como espólio de guerra e transformado em uma estalagem pelas tropas francesas. Quando Luís Bonaparte se tornou rei da Holanda, ele aumentou e inclusive remobiliou Soestdijk. Entretanto, não morou aqui por muito tempo, e o palácio ficou abandonado até sua abdicação, em 1810.
Foi presenteado a Guilherme II dos Países Baixos em 1815, em reconhecimento aos seus serviços na Batalha de Waterloo. Em 1842, recebeu móveis neoclássicos de seu ex-palácio em Bruxelas, hoje chamado Palais des Académies.
Soestdijk tornou-se propriedade do Estado em 1971. Permaneceu inabitado por um ano antes de sua abertura ao público.